# Sveti Martin, Gradiščanska
 Sveti Martin ob Rabi  (narečno Sühi mlin, nemško Sankt Martin an der Raab, madžarsko Szent Márton  (Rábaszentmárton), hrvaško Loveča) je trg in trška občina na Gradiščanskem, ki spada pod okraj Ženavci (Jennersdorf), v Avstriji. Kraj leži v trikotniku trideželnega krajinskega parka Raab-Örseg-Goričko. 

## Geografija
Občina se nahaja na južnem Gradiščanskem v okrožju Ženavci  (Jennersdorf) na  tromeji Avstrije-Madžarske-Slovenije. Na zahodu meji Jugovzhodna Štajerska. Občinsko območje vključuje desno obrežje (južno) od Rabe lociranih krajev, celotnega Gradiščanskega dela te reke, ob vodi navzgor nasproti Ženavcev in zahodno od Monoštra (Szentgotthárd). To vključuje tudi južni sosednji Riedel Dobra oziroma Goričko, in majhna poplavna območja severno od Rabe (stari tok reke; majhen nenaseljen del desno od Rabe pa spada pod občino Weichselbaum ).

### Sestava občine
Občinsko območje obsega naslednjih šest katastrskih občin in sedem krajev (število prebivalcev v oklepaju na dan 01.01.2021): 
- Velika (nem.: Welten) (madž: Velike)  (359) skupaj z Nemškim kotom (nem.:Deutscheck), Gamperlberg, Jagerberg, Schwabengraben in Weltenberg
- Grič (nem.: Gritsch) (madž: Gercse) (102) skupaj z Gritsch-Bergen
- Dobrica  (nem.: Doiber) (madž: Döbör) (235) skupaj z Dobriškim bregom  (Doiberberg) in Jagerbergom
- Sveti Martin ob Rabi  (nem.: Sankt Martin an der Raab) (madž: Rábaszentmárton) (584) skupaj s Stražo (Drosen), Mittereck, Mühlanger, Schaffereck und Wehappeck
- Stankovci  (nem.: Neumarkt an der Raab) (madž: Farkasdifalva) (276) skupaj z Eisenberg in Kirchengreut
- Gornja Straža  (nem.: Oberdrosen) (madž: Rábaőr) (203) skupaj z Kölbereckom in Gornjestraškimi bregi (Oberdrosen-Bergen)
- Eisenberg an der Raab  (206)

### Sosednje občine
| Borinje (Fehring Gradiščanska Avstrija         | Ženavci ((Jennersdorf)) Avstrija | Dolnji Senik (Alsószölnök ) Madžarska |
|                                                |                                  | Gornji Senik (Felsőszölnök) Madžarska |
| Mlin-Grabno (Mühlgraben) Gradiščanska Avstrija | Kuzma Slovenija                  |                                       |

## Galerija
- Pogled iz Ženavskega Tafelberga na Sveti Martin
- Kraj Dobrica (Doiber) iz vzhoda
- Vas Velika (Welten) iz severa
- Gornja straža (Oberdrosen) iz jugozahoda
- Grič (Gritsch)

## Zgodovina
Tako kot celotna Gradiščanska je kraj pripadal Madžarskemu kraljestvu (kot Nemška-Zahodna Madžarska) do leta 1920/21. Od leta 1898 je bilo treba zaradi madžarizacijske politike vlade v Budimpešti uporabljati madžarsko krajevno ime Rábaszentmárton. 
Po koncu prve svetovne vojne je bila po težkih pogajanjih nemška-zahodna Madžarska po Trianonski mirovni pogodbi] 1919 dodeljena Avstriji. Kraj je pripadel novoustanovljeni zvezni deželi Gradiščanski od leta 1921 (glej tudi Zgodovina Gradiščanske).
Sveti Martin ob Rabi je trška občina od leta 1979.
Leta 2016 je bil v bližini Velike (Weltena) izkopan množični grob iz druge svetovne vojne.